# Dystrykt Lakki Marwat
Dystrykt Lakki Marwat (urdu: لکی مروت)– dystrykt w północnym Pakistanie w prowincji Chajber Pasztunchwa. W 1998 roku liczył 490 025 mieszkańców (z czego 51,08% stanowili mężczyźni) i obejmował 53 302 gospodarstw domowych. Siedzibą administracyjną dystryktu jest Lakki Marwat.